# Muscovit
Muscovitul este o varietate de mică de culoare albă având formula chimică K2Al4(Al2Si6O20)(OH,F)4.
El cristalizează în sistemul monoclinic. Acesta este un filosilicat.

## Caracteristici
Greutate specifică:2,75-2,85
Minerale asociate:feldspați, beril, turmalină
Alte caracteristici: greu, fuzibilă și dielectrică
Răspândire: Răzoare, Voineasa, Mănăileasa
Folosințe: Industria electrică, electrotehnică, telefonie, textilă, vopselelor, construcții.
Are un luciu lucios, cu o duritate de 2-2.5 pe scara Mohs. Densitatea este de 2.63-3.10 și lasă o urmă albă, cu un clivaj perfect. Spărtura este neregulată